# NGC 13

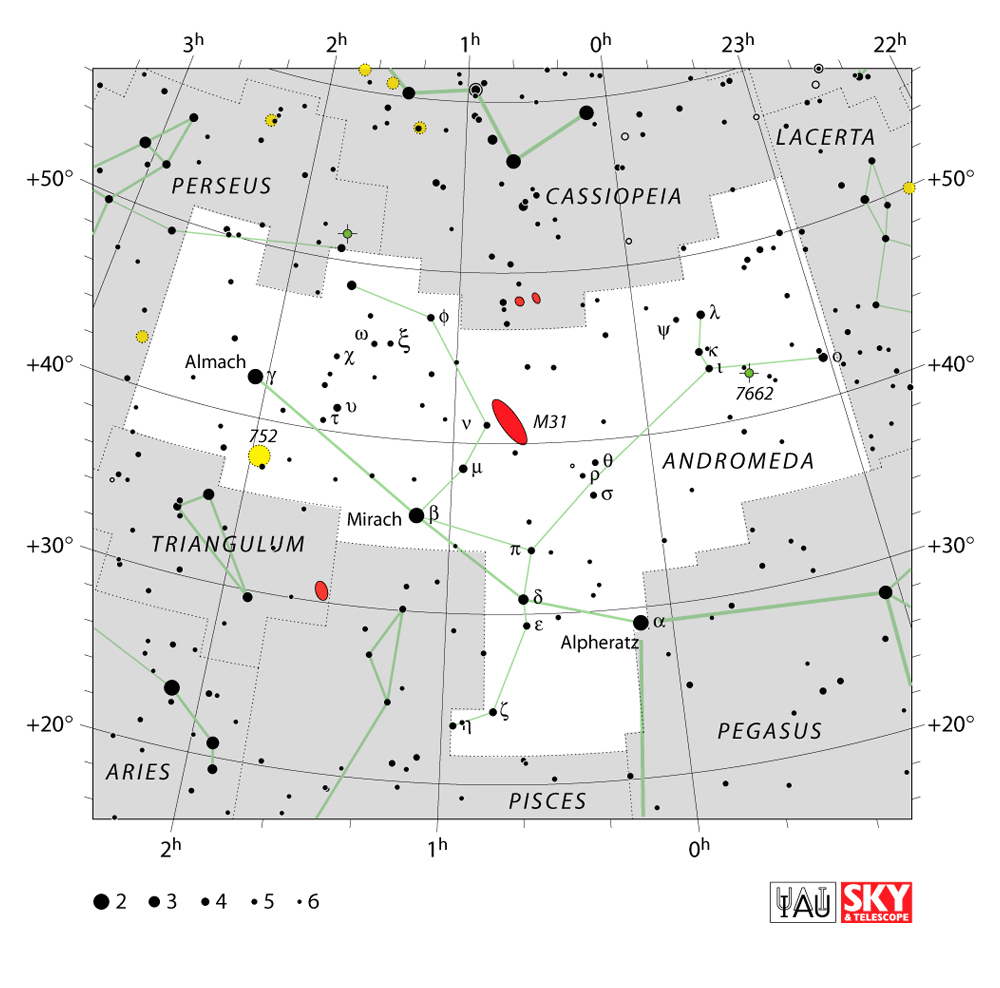
NGC 13

إن جي سي 13 (بالإنجليزية: NGC 13)‏ التي يرمز لها بالرمز NGC 13، هي مجرة، في كوكبة المرأة المسلسلة.

## الاكتشاف
اكتشفت في 26 نوفمبر 1790، بواسطة ويليام هيرشل.